# Aplonis corvina
El estornino de Kosrae (Aplonis corvina), también conocido como estornino pinto de montaña, es una especie extinta de ave paseriforme de la familia Sturnidae endémica de bosques de montaña de la isla de Kosrae, perteneciente a las islas Carolinas en el Pacífico sudoccidental.

## Descripción

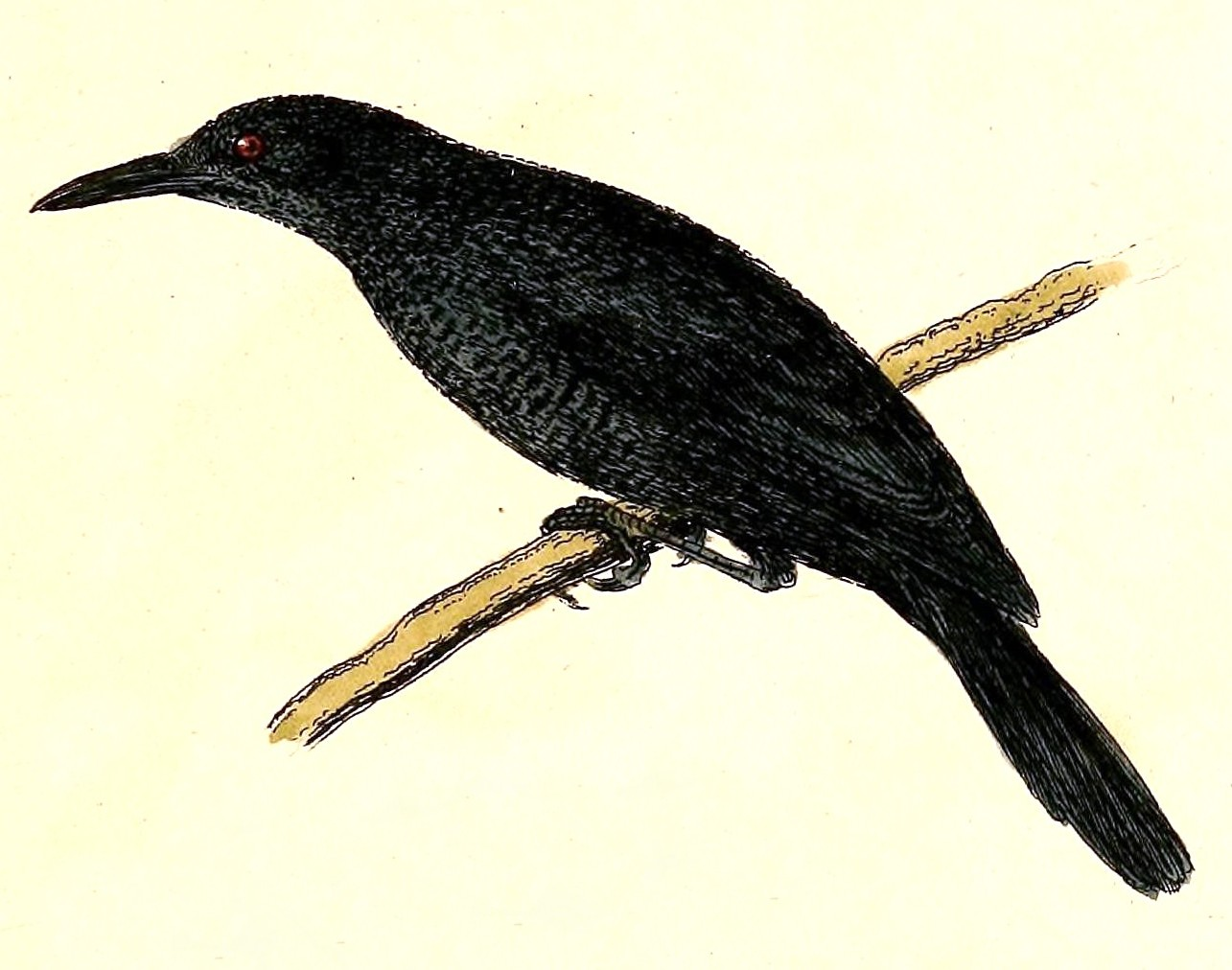
Ilustración

Alcanzaba una longitud de entre 20 y 25,4 cm. Era de apariencia semejante a un cuervo, de color negro brillante y tenía el pico largo y curvo, así como también una cola larga.

## Extinción
El estornino de Kosrae sólo es conocida por cinco muestras que se obtuvieron entre diciembre de 1827 y enero de 1828 por una expedición de Friedrich Heinrich von Kittlitz. Kittlitz describe el ave en 1833. Tres pieles se pueden ver en el Museo de San Petersburgo en Rusia y otros dos en el Museo Naturalis de Leiden. En 1880 una expedición dirigida por Otto Finsch no fue capaz de encontrar esta ave. Otra encuesta realizada por el Whitney South Seas Expedition del Museo Americano de Historia Natural en 1931 trajo la evidencia de que esta especie se había extinguido. Su extinción fue causada muy probablemente por las ratas, que pudieron escapar de los barcos balleneros en el siglo XIX y se generalizaron en Kosrae.